# Thiếu máu do thiếu vitamin B12
Thiếu máu do thiếu vitamin B12, trong đó thiếu máu ác tính là một dạng đặc biệt, là một bệnh trong đó không đủ tế bào hồng cầu được tạo ra do thiếu vitamin B12. Triệu chứng ban đầu phổ biến nhất là cảm thấy mệt mỏi.  Các triệu chứng khác có thể bao gồm khó thở, da nhợt nhạt, đau ngực, tê ở tay và chân, thăng bằng kém, lưỡi đỏ trơn, phản xạ kém, trầm cảm và nhầm lẫn. Nếu không điều trị một số vấn đề này có thể trở thành vĩnh viễn.
Thiếu máu ác tính có liên quan đến thiếu máu do thiếu yếu tố nội tại. Thiếu yếu tố nội tại là phổ biến nhất do một cuộc tấn công tự miễn vào các tế bào tạo ra nó trong dạ dày.  Nó cũng có thể xảy ra sau khi phẫu thuật cắt bỏ một phần dạ dày hoặc từ một rối loạn di truyền.  Các nguyên nhân khác của vitamin B 12 thấp bao gồm không đủ lượng thức ăn (như chế độ ăn thuần chay), bệnh celiac hoặc nhiễm sán dây. Khi nghi ngờ, chẩn đoán được thực hiện bằng máu và, đôi khi, xét nghiệm tủy xương.  Xét nghiệm máu có thể cho thấy các tế bào hồng cầu ít hơn nhưng lớn hơn, số lượng tế bào hồng cầu trẻ thấp, lượng vitamin B 12 thấp và kháng thể với yếu tố nội tại.
Bởi vì thiếu máu ác tính là do thiếu yếu tố nội tại, nó không thể ngăn ngừa được.  Thiếu vitamin B 12 do các nguyên nhân khác có thể được ngăn ngừa bằng chế độ ăn uống cân bằng hoặc bổ sung. Thiếu máu có thể được điều trị dễ dàng bằng cách tiêm hoặc uống vitamin B 12.  Nếu các triệu chứng nghiêm trọng, tiêm thường được đề nghị ban đầu.  Đối với những người gặp khó khăn khi nuốt thuốc, có thể dùng thuốc xịt mũi. Thông thường, điều trị duy trì suốt đời.
Thiếu máu ác tính do các vấn đề tự miễn xảy ra ở khoảng một trên 1000 người.  Trong số những người trên 60 tuổi, khoảng 2% có tình trạng này. Nó phổ biến hơn ảnh hưởng đến những người gốc Bắc Âu. Phụ nữ thường bị ảnh hưởng nhiều hơn nam giới. Với điều trị thích hợp, hầu hết mọi người sống cuộc sống bình thường. Do nguy cơ ung thư dạ dày cao hơn, những người bị thiếu máu ác tính nên được kiểm tra thường xuyên để biết điều này. Mô tả rõ ràng đầu tiên của chứng là của Thomas Addison vào năm 1849. Thuật ngữ "ác tính" có nghĩa là "gây chết người", và được sử dụng vì trước khi có thuốc điều trị đặc hiệu, căn bệnh này thường gây tử vong.